# Kerkhof van Slijpe
Het Kerkhof van Slijpe is een gemeentelijke begraafplaats gelegen in het Belgische dorp Slijpe, een deelgemeente van Middelkerke. Het kerkhof ligt in het centrum van het dorp rond de Sint-Niklaaskerk.

## Brits oorlogsgraf
Op het kerkhof ligt het graf van een gesneuveld bemanningslid van een vliegtuig van de Royal Air Force uit de Tweede Wereldoorlog. Zijn identiteit is niet bekend en zijn graf wordt onderhouden door de Commonwealth War Graves Commission. Het is daar geregistreerd als Slijpe Churchyard.

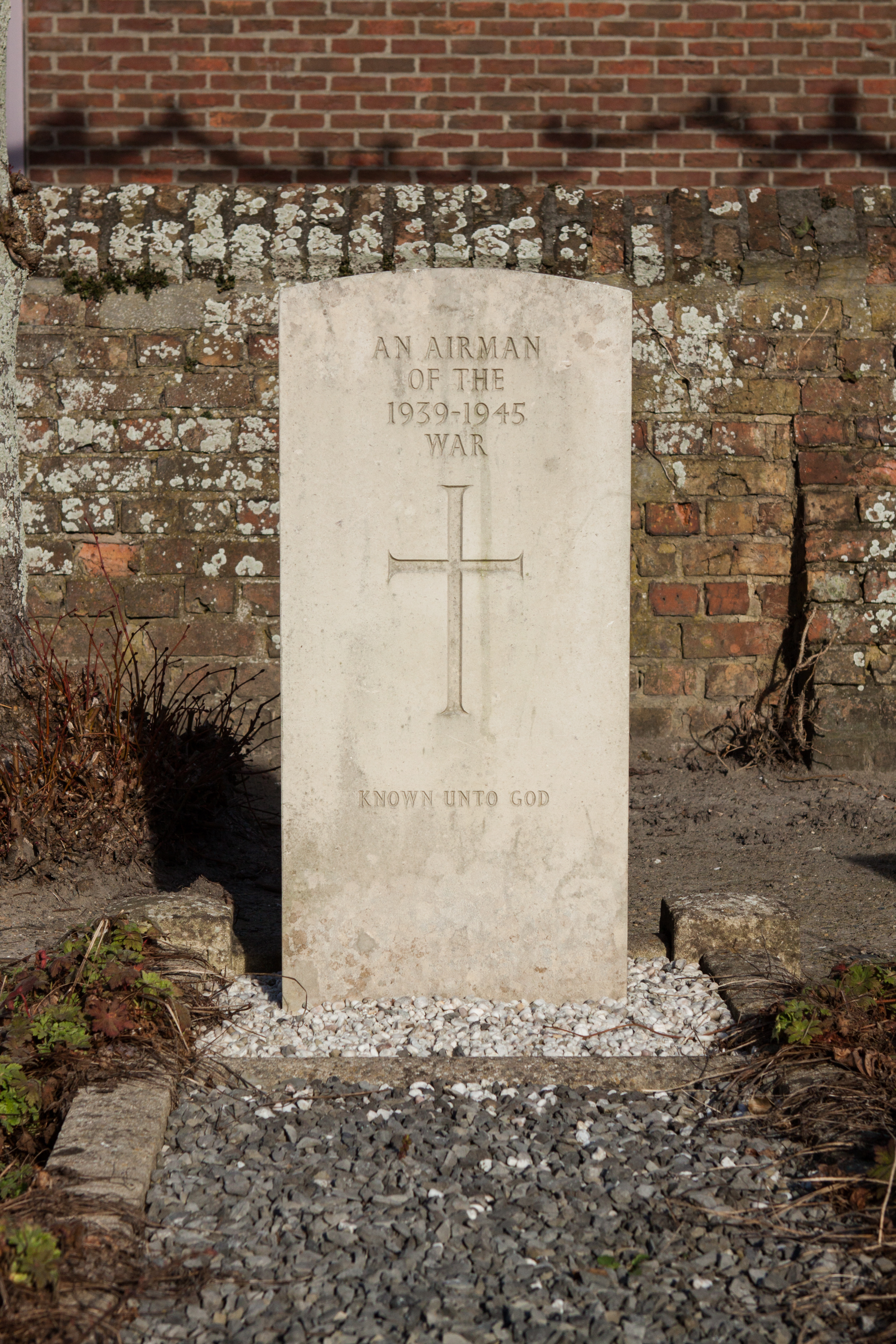
Onbekende vliegenier